# Independence Day
Independence Day è un film di fantascienza del 1996 diretto da Roland Emmerich.
Il film narra di un'immaginaria e quasi riuscita invasione aliena della Terra, con la distruzione di parecchi monumenti simbolo degli Stati Uniti d'America, come l'Empire State Building, la Statua della Libertà, la Casa Bianca e la Library Tower di Los Angeles. Per il lancio del film si ricorse a una campagna pubblicitaria di enormi dimensioni che ebbe inizio durante la 30ª edizione del Super Bowl.

## Trama

### 2 luglio
La mattina del 2 luglio 1996, il SETI (il programma di Ricerca di intelligenze extraterrestri) avverte uno strano rumore, classificato come probabile segnale dal cosmo di una forma di vita.
In breve tempo, viene rilevato un gigantesco oggetto con una massa di un quarto di quella della Luna, in avvicinamento dallo spazio. Viene scartata l'ipotesi del meteorite perché l'oggetto inizia a rallentare, e subito dopo vengono monitorati 36 "frammenti" che sembrano staccarsi da esso, ognuno della grandezza di 27 chilometri di diametro, e il mondo viene messo a soqquadro dall'arrivo di gigantesche navi aliene che, dopo essersi appunto staccate dall'astronave madre rimasta oltre l'atmosfera terrestre, si posizionano sopra le più grandi metropoli del pianeta, tra cui New York, Washington D.C. e Los Angeles.
David Levinson, uno specialista in telecomunicazioni e sistemi informatici di New York, nel tentativo di rimediare ai disturbi sulle comunicazioni riesce a interpretare il segnale anomalo, comprendendo il terribile pericolo che incombe sul mondo: gli alieni stanno utilizzando la rete di satelliti terrestre per farvi rimbalzare un segnale di sincronizzazione che disturba le trasmissioni e, soprattutto, nelle intenzioni degli invasori extraterrestri, dovrà fungere da conto alla rovescia per coordinare un attacco simultaneo. Per informare della propria scoperta il presidente Thomas Whitmore e soprattutto l'ex-moglie Constance, che lavora alla Casa Bianca, David decide di recarsi a Washington insieme al padre Julius (in quanto non ha mai preso la patente e ha bisogno di essere accompagnato). Qui, Constance riesce a farlo entrare e a farlo parlare col Presidente, il quale ordina l'evacuazione delle città minacciate, e si prepara a lasciare Washington assieme al suo staff.
Alla fine del conto alla rovescia mancano però solo 27 minuti, per cui quando le astronavi aliene aprono il fuoco sulle città le radono al suolo, massacrando la maggior parte degli abitanti che non erano potuti fuggire in tempo. In particolare, a New York la nave aliena si piazza sopra l'Empire State Building e distrugge il grattacielo con il suo raggio mortale. L'esplosione travolge il resto della città; in un oceano di fuoco e fiamme cadono anche le Torri Gemelle e la Statua della Libertà. Stessa sorte tocca a Los Angeles, a Mosca e a tantissime città del mondo. Anche la Casa Bianca viene rasa al suolo dalle forze aliene, ma prima che ciò accada gli uomini della sicurezza fanno salire sull'Air Force One il Presidente Whitmore, sua figlia Patty, il Segretario della difesa, Albert Nimzicky, il generale Grey, il maggiore Mitchell e David, suo padre Julius e Constance. L'aereo decolla appena in tempo per sfuggire all'esplosione.

### 3 luglio
Per contrastare l'attacco alieno vengono inviati squadroni di F/A-18 del corpo dei Marines e dell'aeronautica militare statunitense. Tra i piloti impegnati nell'azione vi sono il capitano Steven Hiller e il suo amico, il capitano Jimmy Wilder; nella battaglia le forze terrestri si accorgono che le navi aliene sono dotate di scudo deflettore, in grado di respingere i colpi delle armi da fuoco e dei missili. Quando gli alieni si vedono attaccati dai terrestri, liberano un nugolo di navicelle da guerra che in breve distruggono facilmente gli avversari, soprattutto perché protette anch'esse dallo scudo. Jimmy e Steve sono coinvolti nel combattimento e alla fine rimangono vivi solo loro del proprio gruppo. Durante la fuga, il primo perde però pressione, rallenta la corsa del caccia e viene quindi ucciso. Steve, molto arrabbiato, si fa inseguire da un velivolo in un canyon, dove inganna l'avversario lanciandogli contro il freno paracadute, oscurandogli la visuale. Steve si eietta, lasciando che il suo aereo si schianti contro la parete rocciosa. Quando l'alieno si libera del paracadute, si ritrova ormai fra le fiamme e i rottami dell'aereo di Steve; riesce a cabrare per non schiantarsi contro la parete, ma non a evitare di colpirla di striscio e atterrare rovinosamente nel deserto. Steve stordisce l'alieno con un pugno dentro la navicella e decide di portarlo in una vicina base militare, che in seguito si rivelerà essere l'Area 51. Lungo la strada incontra una carovana di camper, tra cui quello di Russell Casse, disinfestatore di campi alcolizzato che da anni sosteneva, inascoltato e deriso, di essere stato vittima di rapimenti alieni. Casse carica a bordo Steve e la carovana si dirige verso l'Area 51.
Intanto, sull'Air Force One, Whitmore scopre che la moglie  la first lady Marylin è scomparsa dopo il decollo del suo jet. David inizia a discutere con lo staff del Presidente; Julius interviene in sua difesa, ricordando che, senza l'intervento del figlio, sarebbero morti tutti. Inoltre, accusa il governo di essere al corrente dell'esistenza degli alieni già dal 1947, dopo l'incidente di Roswell, e di non aver agito come avrebbe potuto per salvare le vittime dell'attacco degli alieni. Il Presidente lascia intendere che sia tutto falso, ma il segretario Nimzicky, ex capo della CIA, lo ammette: dopo l'incidente, nei sotterranei dell'Area 51, si analizzano gli alieni, all'insaputa del Presidente stesso. Una volta raggiunto il bunker, fanno la conoscenza del dottor Brackish Okun, direttore dell'Area, che appare subito un po' "stralunato"; questi mostra ai presenti una navicella aliena integra e tre cadaveri dei suoi piloti alieni. Il generale Grey è furibondo con Nimzicky per non aver parlato della navetta e dei corpi recuperati nel 1947 nel momento in cui sono arrivati gli alieni (nel film viene erroneamente detto che sono precipitati e stati recuperati negli anni 1950), poiché così avrebbero potuto capire subito le loro intenzioni e salvare la vita a centinaia di migliaia di innocenti e ai piloti morti nell'attacco successivo; questi si giustifica dicendo che non sapeva che le loro armi sarebbero state inefficaci. Intanto Jasmine, la fidanzata spogliarellista di Steve, e suo figlio Dylan sono sopravvissuti con altre persone all'esplosione e trovano Marylin ferita tra i resti del suo aereo. Recuperato un camion si dirigono alla base militare di Steve. Contemporaneamente, Casse raggiunge la zona con la sua famiglia insieme al resto dei camper. Proprio durante il viaggio Troy, il figlio minore, si sente male: il padre però chiede subito assistenza minacciando un dottore. Anche Hiller raggiunge il posto, portando con sé l'alieno stordito, e fa la conoscenza di David dopo aver mostrato l'extra-terrestre, che viene subito sottoposto a esame. Durante l'esame, l'alieno si riprende, aggredisce e uccide il reparto intero, e infine manda in coma Okun: si impossessa infatti del suo corpo. Il presidente Whitmore, Nimzicky, Dave, il generale Grey e il maggiore Mitchell, raggiungono il posto: l'extra-terrestre, attraverso il corpo del dottore, minaccia i quattro e tenta di uccidere Whitmore attraverso i suoi poteri telepatici, ma alla fine l'alieno viene crivellato dal maggiore e dagli altri uomini armati lì presenti.
Nel corso del contatto con l'alieno, Whitmore apprende che la razza che li sta invadendo intende conquistare la Terra e sterminarne la popolazione con l'obiettivo di sfruttarne intensivamente le risorse, come fatto in precedenza con innumerevoli altri pianeti. Il Presidente decide perciò, nonostante all'inizio si opponesse all'idea per timore di uccidere troppi innocenti, di autorizzare l'uso di armi nucleari contro le navi aliene come aveva proposto Nimzicky dopo il fallito attacco degli F-18. Si alzano quindi in volo i bombardieri statunitensi B-2 Spirit armati di missili nucleari, ma, dopo la detonazione del primo ordigno contro l'astronave situata su Houston, anche questo tentativo fallisce miseramente, a causa dello scudo protettivo delle astronavi. Tutto sembra ormai perduto.
Steve, uscito in elicottero per vedere se ci sono sopravvissuti alla sua base, trova Jasmine e gli altri. Marylin, anche se trasferita all'ospedale dell'Area 51, muore a causa di una inarrestabile emorragia interna dopo aver rivisto il marito e la figlia.

### 4 luglio
Dopo aver parlato con Connie sulle ragioni della fine della loro relazione, David, ubriaco fradicio, durante una discussione col padre, ha un'illuminazione e sviluppa un piano per rimuovere lo scudo di difesa delle astronavi aliene per permettere agli aerei umani di abbatterle: il piano consiste nel pilotare la navetta aliena presente nella base, per agganciarla all'astronave madre in orbita intorno alla Terra, in modo così da infettarla con un virus da computer, che sarà poi ritrasmesso a tutte le altre navi presenti sul pianeta (in modo simile a come gli alieni avevano sfruttato i satelliti terrestri per sincronizzare il loro attacco iniziale), disabilitando gli scudi protettivi. Il piano è molto rischioso poiché prevede l'utilizzo della navetta precipitata; inoltre, gli schermi saranno disattivati solo per alcuni minuti, forse non sufficienti a garantire la vittoria. David dimostra che la navetta può volare e Steve si offre volontario per pilotarla. Nimzicky è convinto che sia un'idea folle e, dopo aver avuto una violenta discussione con il Presidente, viene licenziato e cacciato dinanzi a David, Constance e Julius. Vengono poi scelti da Steve, dal generale Grey e dal maggiore Mitchell i membri del gruppo dei caccia che attaccheranno l'astronave che si sta spostando sopra l'Area 51: tra questi c'è Casse. Con i satelliti sabotati e in mano agli invasori intergalattici, gli uomini del presidente usano il codice Morse e informano gli eserciti di tutto il mondo per preparare un contrattacco mondiale simultaneo contro gli alieni. Prima di partire, Steve si sposa con Jasmine, mentre Constance e David sembrano riavvicinarsi, anche perché il motivo per cui divorziarono non fu la mancanza di amore, ma il fatto che David, pur avendone la possibilità, scelse di rinunciare a una grande carriera come ricercatore perché già felice della sua vita, mentre Constance non rifiutò l'occasione di lavorare alla Casa Bianca. Usando l'astronave precipitata a Roswell, David e Steve giungono all'interno dell'astronave madre e la infettano con il virus informatico. Il piano ha successo: infatti, l'astronave madre ritrasmette il segnale, infettando le navi col virus, e gli schermi protettivi vengono disattivati.
La squadra di F-18 che si appresta ad affrontare l'astronave in prossimità dell'Area 51 è capitanata dal Presidente in persona, ex pilota da combattimento dell'aeronautica. Sarà proprio lui a verificare se il virus avrà effetto per dare inizio al contrattacco dell'umanità. Una volta verificato l'esito positivo del virus, un gruppo di piloti attacca con i caccia le navicelle che, sprovviste di difese, vengono facilmente abbattute, ma la gigantesca astronave, benché abbia subito danni, continua a galleggiare nell'aria. Per poter utilizzare il loro potente raggio, gli alieni devono aprire la parte inferiore dell'astronave, mettendone l'interno allo scoperto. Quando gli alieni si apprestano ad aprire il fuoco contro l'Area 51, altri caccia iniziano a essere distrutti, e l'ultimo pilota ad avere ancora un missile è Casse, che si lancia all'attacco, ma non riesce a sganciare il missile poiché il sistema di sgancio è stato danneggiato; decide, quindi, di sacrificarsi lanciandosi all'interno contro l'arma aliena. L'esplosione innesca una reazione a catena che fa precipitare l'astronave in fiamme. Miguel, il figlio maggiore di Casse, che era dalle parti della sala comando sente le ultime parole del padre; Mitchell lo consola, definendolo un uomo coraggioso. La notizia viene divulgata a tutte le squadriglie del mondo, cosicché possano anche loro abbattere le altre astronavi. Nel frattempo, Steve e David, rimasti bloccati dal capo degli alieni all'interno dell'astronave madre, decidono di sacrificarsi e lanciano all'interno dell'astronave il missile nucleare con innesco a tempo, caricato a bordo della loro navicella prima della partenza. L'impatto fa sganciare la loro navetta e nei trenta secondi rimasti riescono a fuggire poco prima che questa esploda. Gli alieni, in rotta dopo la distruzione della loro nave madre, vengono così sconfitti.
Steve e David atterrano nel deserto del sale dove li attendono Julius, Constance e Jasmine, e lì i protagonisti assistono alla caduta sulla Terra dei detriti dell'astronave madre "in sostituzione" dei fuochi d'artificio del 4 luglio.

## Personaggi
Caratteristica dei film di Roland Emmerich, e in generale di tutti i film catastrofici, è quella di seguire lo svolgimento degli eventi attraverso gli occhi di più protagonisti. Per non smentirsi, Emmerich crea in questo film una miriade di personaggi che hanno tutti a che fare con la storia e che a un certo punto del film si incontrano:
- David Levinson (Jeff Goldblum), impiegato di una società di telecomunicazioni, esperto hacker, ambientalista e figlio ingegnoso. Nella sua famiglia rientrano:
  - Julius Levinson (Judd Hirsch), il padre di David.
  - Constance Spano (Margaret Colin), l'ex-moglie di David.

- Steve Hiller (Will Smith), un pilota di caccia F-18. Nella sua famiglia rientrano:
  - Jasmine Dubrow (Vivica A. Fox), la fidanzata (e in seguito moglie) di Steve.
  - Il piccolo Dylan Dubrow (Ross Bagley), figlio di Jasmine.

- Il presidente Thomas J. Whitmore (Bill Pullman), ex pilota di caccia nella Guerra del Golfo, responsabile della sicurezza dei cittadini americani. Nella sua famiglia rientrano:
  - La first lady Marylin Whitmore (Mary McDonnell), la moglie di Thomas.
  - Patricia Whitmore, (Mae Whitman), la figlia del presidente.

- Russell Casse (Randy Quaid), disinfestatore di campi e uno dei piloti dei caccia del governo. Un folle: dice di essere stato rapito dagli alieni. Deriso da tutto il paese in cui vive, non fa altro che bere tutto il giorno. Per salvare i propri figli e dimostrare il suo valore, decide di sacrificarsi per annientare la navetta aliena sopra l'Area 51, facendo così capire agli eserciti di tutto il mondo come abbattere le altre navette e vincere la guerra. Nella sua famiglia rientrano:
  - Miguel Casse (James Duval), il suo figlio più grande, che non accetta il padre.
  - Alicia Casse (Lisa Jakub), la figlia adolescente.
  - Troy Casse (Giuseppe Andrews), il figlio più piccolo.

- Segretario della Difesa Nimzicky (James Rebhorn), segretario capo della Difesa ed ex capo della CIA. Si può rappresentare come la persona d'intralcio nel film. Si scontra diverse volte con il presidente e David. Ha commesso il gravissimo errore di non informare il presidente dell'Area 51 e della navetta aliena recuperata quando sono arrivati gli alieni. Viene licenziato dal presidente Whitmore.

## Colonna sonora
All'inizio come brano per la colonna sonora era stata scelta Everybody Wants to Rule the World dei Tears for Fears. Successivamente venne scelto un celebre brano musicale dei R.E.M. sulla fine del mondo, It's the End of the World as We Know It (And I Feel Fine), per sottolineare l'imminente e oscuro pericolo che la Terra avrebbe dovuto affrontare di lì a poco.
La musica orchestrale è stata composta da David Arnold.
Il 2 luglio 1996 RCA Records ha pubblicato la Original Soundtrack Recording, un'edizione costituita da 14 tracce (circa 50 minuti di musica).

### Tracce
1. 1969 - We Came In Peace – 2:04
2. S.E.T.I. - Radio Signal – 1:52
3. The Darkest Day – 4:13
4. Cancelled Leave – 1:45
5. Evacuation – 5:47
6. Fire Storm – 1:23
7. Aftermath – 3:35
8. Base Attack – 6:11
9. El Toro Destroyed – 1:30
10. International Code – 1:32
11. The President's Speech – 3:10
12. The Day We Fight Back – 4:58
13. Jolly Roger – 3:15
14. End Titles – 9:08

Il 27 aprile 2010 La-La Land Records ha pubblicato la Complete Original Motion Picture Soundtrack, un'edizione a 2 dischi limitata a 5000 copie della colonna sonora completa, costituita da 27 tracce. Il secondo disco include 13 tracce di musica alternativa.

### Tracce (Disc One)
1. 1969: We Came In Peace – 2:01
2. S.E.T.I. - Radio Signal – 1:53
3. Mysto Bridge/Satellite Collision/Destroyers Disengage/Russell Casse - Pilot – 2:17
4. First Sighting/AWAC Attack – 2:18
5. The Darkest Day – 4:14
6. Moving Day/Countdown – 2:12
7. Cancelled Leave – 1:46
8. Commence Lift-off/Parabolic Indenwhat? – 1:17
9. Evacuation – 5:48
10. Firestorm – 1:24
11. Aftermath – 3:36

1. Base Attack – 6:11
2. Marylin Found – 1:29
3. Area 51/The Big Tamale/Formaldehyde Freak Show – 4:12
4. El Toro Destroyed – 1:31
5. Slimey Wakes Up – 5:24
6. Target Remains/Rescue – 5:56
7. The Death of Marilyn/Dad's A Genius – 3:34
8. Alien Ship Powers Up – 1:46
9. International Code – 1:32
10. Wedding – 1:50
11. The President's Speech – 3:11

### Tracce (Disc Two)
1. Just In Case/Attacker Fires Up – 3:10
2. The Launch Tunnel/Mutha Ship/Virus Uploaded – 8:27
3. Hide!/Russell's Packin' (The Day We Fight Back) – 4:44
4. He Did It – 1:33
5. Jolly Roger – 3:17
6. Victory – 3:40
7. End Credits – 9:07

#### Bonus Track
1. 1969: We Came In Peace - Alt. – 2:11
2. Destroyers Disengage (No Choir) – 0:34
3. Cancelled Leave - Alt. – 1:43
4. Commence Lift-off - Alt. – 0:55
5. Base Attack (Segment - Film Version) – 2:27
6. Marilyn Found (No Choir) – 1:28
7. Target Remains/Rescue - Alt. – 2:40
8. Dad's A Genius - Alt. – 0:45
9. Attacker Fires Up (Original Version - No Choir) – 2:01
10. Virus Uploaded - Alt. – 2:35
11. The Day We Fight Back (Original Version) – 5:48
12. Jolly Roger - Alt. – 3:22
13. End Credits (Segment, No Choir) – 2:47

## Distribuzione
L'anteprima del film era stata annunciata negli Stati Uniti per il 3 luglio, ma molti cinema decisero di iniziare le proiezioni della pellicola la sera del 2 luglio, ovvero in corrispondenza dell'inizio cronologico degli avvenimenti del film stesso. In Italia il film venne distribuito venerdì 27 settembre 1996.

### Edizione italiana
La direzione del doppiaggio è di Tonino Accolla il quale ha curato i dialoghi italiani, per conto della Art Collage Srl. La sonorizzazione, invece, venne affidata alla Fono Roma.

## Accoglienza

### Incassi
Il film ottenne uno straordinario successo al botteghino con 306169268 $ negli Stati Uniti e 511231623 $ nel resto del mondo, per un guadagno globale di 817400891 $. 
È stato il maggiore incasso cinematografico del 1996, staccando Twister e Mission: Impossible.

### Critica
La pellicola ebbe critiche sfavorevoli che ne misero in discussione la trama, ritenuta troppo banale e stereotipata, in particolare rispetto al ruolo della razza aliena venuta da un altro pianeta per distruggere la Terra.
Inoltre, tali critiche inclusero il fatto che si riteneva poco coerente che una civiltà superiore a quella terrestre (in grado di dominare e persino sterminare l'umanità) venisse debellata da un banale virus per computer; anche per questo e per molti altri aspetti, il film parrebbe ispirato al romanzo di H.G. Wells La guerra dei mondi e alla sua versione cinematografica del 1953. C'è però un netto cambio di prospettiva morale e teologica rispetto al film del '53: in questo infatti il messaggio morale, l'azione della Provvidenza e la chiave di lettura cristiana erano esplicite; Independence Day invece registra il cambio culturale che la società ha vissuto in chiave tecnica, ne è un esempio il passaggio dal batterio voluto da Dio al virus informatico prodotto dall'uomo. Il momento di preghiera è guidato dal papà di David che è ebreo e l'unico accenno cristiano è la visione di un uomo con un crocifisso e una Bibbia che urla tra le macerie (quest'ultima scena è presente solo nell'edizione speciale del film), oltre che il matrimonio del capitano Hiller.
Gli straordinari effetti speciali (navicelle spaziali da 27 km di diametro) hanno comunque reso il tutto visivamente impressionante, ricco di particolari che sono stati pensati soprattutto per il grande schermo e sono valse alla pellicola un Oscar per i migliori effetti speciali.
Su Rotten Tomatoes il film ha un punteggio del 68% di recensioni positive con un voto medio di 6.60 su 10; il consenso della critica recita "La trama è sottile, così come lo sviluppo dei personaggi, ma come film estivo emozionante e ricco di spettacoli, Independence Day offre momenti di pura epicità".

## Riconoscimenti
- 1997 - Premio Oscar
  - Migliori effetti speciali a Volker Engel, Douglas Smith, Clay Pinney e Joe Viskocil
  - Nomination Miglior sonoro a Chris Carpenter, Bill W. Benton, Bob Beemer e Jeff Wexler
- 1997 - Saturn Award
  - Miglior film di fantascienza
  - Migliore regia a Roland Emmerich
  - Migliori effetti speciali a Volker Engel, Douglas Smith, Clay Pinney e Joe Viskocil
  - Nomination Miglior attore protagonista a Will Smith
  - Nomination Miglior attore protagonista a Jeff Goldblum
  - Nomination Miglior attore non protagonista a Brent Spiner
  - Nomination Miglior attrice non protagonista a Vivica A. Fox
  - Nomination Miglior giovane interprete a James Duval
  - Nomination Migliore sceneggiatura a Dean Devlin e Roland Emmerich
  - Nomination Migliori costumi a Joseph. A. Porro
  - Nomination Miglior colonna sonora a David Arnold
- 1997 - Premio BAFTA
  - Nomination Migliori effetti speciali a Volker Engel, Douglas Smith, Clay Pinney e Joe Viskocil
  - Nomination Miglior sonoro a Chris Carpenter, Bill W. Benton, Bob Beemer e Jeff Wexler
- 1997 - MTV Movie Award
  - Miglior bacio a Vivica A. Fox e Will Smith
  - Nomination Miglior film
  - Nomination Miglior performance maschile a Will Smith
  - Nomination Miglior performance rivelazione a Vivica A. Fox
  - Nomination Miglior sequenza d'azione (La distruzione di New York, Los Angeles e Washington D.C da parte degli Alieni)
- 1996 - Satellite Award
  - Miglior montaggio a David Brenner
  - Migliori effetti speciali a Volker Engel, Douglas Smith, Clay Pinney e Joe Viskocil

## Sequel
In conseguenza del successo internazionale ricavato da Independence Day si è parlato per anni della realizzazione di un seguito. Nel 2004 fu scritta una sceneggiatura e parlando delle ispirazioni si citavano gli attentati dell'11 settembre 2001. Dean Devlin ed Emmerich hanno parlato alla Fox delle loro intenzioni circa il film, ma i problemi specifici riguardavano la posizione di Will Smith, per cui l'attore e lo studio cinematografico volevano due tipi di contratto opposti, ragion per cui le trattative sono rimaste in una situazione di stallo per anni. A causa di questo problema, la Fox aveva chiesto a Emmerich se fosse necessario l'impiego di Smith nel seguito e la risposta fu «è assolutamente necessario per noi, per questo film e per il pubblico».
Intervistato da MTV il 12 novembre 2009, Emmerich ha dichiarato di star sviluppando una storia ambientata più di dieci anni dopo il primo film che faccia da base per almeno due film da realizzare simultaneamente: Independence Day 4-Ever: Part I e Part II. Alcuni giorni dopo però sono stati smentiti dalla Fox i progetti sul franchise, replicando che quelle di Emmerich erano idee personali sul da farsi che non avevano trovato richiesta alla Fox dal momento che non era interessata a sviluppi futuri sul film.
In un'intervista di gennaio 2013 Roland Emmerich ha confermato il sequel di Independence Day e che Will Smith ha già firmato la partecipazione.
Sembra che, forte del fenomeno Avatar, la Fox si sia convinta a sviluppare i due sequel. Durante l'intervista del 26 marzo 2013 per il film White House Down, Roland Emmerich ha dichiarato che il seguito è in fase di scrittura, confermando che verrà diviso in due parti e l'assenza di Will Smith dal cast e come protagonista il figlio del Capitano Steven Hiller, Dylan Dubrow.
Il 26 novembre 2014, il regista Roland Emmerich, il produttore Dean Devlin e Harald Kloser annunciano che la Fox ha dato il via libera alle riprese (che inizieranno a maggio 2015) di Independence Day 4-Ever: Part I. I principali attori confermati sono Jeff Goldblum, che riprende il ruolo di David Levinson, Liam Hemsworth (il cui ruolo non è stato reso noto), Jessie Usher (Dylan Dubrow, il figlio del Capitano Steven Hiller), mentre Will Smith non parteciperà al primo sequel ma probabilmente a Independence Day 4-Ever: Part II. Un'altra attrice confermata è la francese Charlotte Gainsbourg in un ruolo non ancora reso noto. Molto probabilmente Bill Pullman ritornerà nel ruolo del Presidente nella prima parte, mentre Vivica A. Fox riprende ufficialmente il ruolo di Jasmine Dubrow, madre di Dylan Dubrow e moglie di Steven Hiller. Travis Tope si è unito al cast di Independence Day 4-Ever: Part I il 26 marzo 2015, non si sa ancora in quale ruolo. Il 9 aprile 2015 Roland Emmerich annuncia su Twitter che anche Brent Spiner tornerà nel sequel, nei panni dell'eccentrico scienziato Brackish Hokun, che nel primo film sembrava fosse stato ucciso. Si aggiunge, inoltre, al cast la giovane Joey King. Nel maggio 2015 viene annunciato che il nuovo Presidente degli Stati Uniti sarà interpretato da Sela Ward.
Nel giugno 2015 la 20th Century Fox annuncia che il titolo del sequel sarà Independence Day - Rigenerazione. Il film è uscito nelle sale cinematografiche statunitensi il 24 giugno 2016, a vent'anni di distanza dal primo.